# XIX. sjezd KSSS
XIX. sjezd KSSS se konal od 5. do 14. října 1952. Šlo o poslední sjezd KSSS za přítomnosti J. V. Stalina. Cílem sjezdu bylo obnovit vedení strany, nastínit další vývoj sovětské politiky a zhodnotit předcházející období uplynulé od XVIII. sjezdu (březen 1939).

## Průběh sjezdu
Samotné sjezdové jednání otevřel starý bolševik Vjačeslav Michajlovič Molotov. S hlavním referátem vystoupil nově Stalinův nejbližší spolupracovník a tím pádem i designovaný nástupce Georgij Maximilianovič Malenkov. Už tento fakt přinášel oproti předcházejícím sjezdům od počátku dvacátých let porušení zvyklosti. S dalšími významnými projevy vystoupili další Stalinovi spolupracovníci – Lazar Kaganovič, Nikita Sergejevič Chruščov a M. Z. Saburov. Sjezdové jednání uzavřel krátkým projevem Kliment Jefremovič Vorošilov.
Mezitím zazněly méně významné projevy oblastních a republikových funkcionářů a především pozdravy ostatních komunistických stran. Stalin se samotného sjezdového jednání příliš neúčastnil, vystoupil jen krátce před jeho uzavřením s pozdravným projevem.
Na závěr proběhlo zvolení nového Ústředního výboru a Komise stranické kontroly.
Na sjezdu neprobíhala žádná debata či skutečná politická diskuse. Od roku 1930 se staly sjezdy pouze slavnostním zasedáním elity režimu a manifestací semknutosti stranické masy kolem svého vedení. Jediným zásadním bodem sjezdu byla změna jména strany z VKS(b) – Všesvazová komunistická strana (bolševiků) na KSSS (Komunistická strana Sovětského svazu). O to větší byl šok, když se sešlo první posjezdové plénum ÚV, na kterém vystoupil J. V. Stalin se zdrcující kritikou některých dlouholetých představitelů strany.

## Posjezdové plénum a nové vedení strany
Stalinův projev byl překvapením pro celé osazenstvo zasedání. Nejprve zazněla prosba o uvolnění z funkcí. Pak následovala kritika V. M. Molotova a A. I. Mikojana. Oba patřili mezi dlouholeté Stalinovy spolupracovníky. Molotov byl jeho pravou rukou od revoluce 1917 a Mikojana vyzvedl do politbyra a rady lidových komisařů už v roce 1926. Hlavním cílem Stalinovy snahy bylo omladit stranické vedení a připravit půdu na likvidaci starých „nespolehlivých“ soudruhů – Molotova, Mikojana a Vorošilova.
Na závěr Stalin předložil plénu seznam nových členů nejvyššího vedení, který přinášel řadu změn proti dřívějším zvyklostem i existujícím stanovám strany. Dosavadní politbyro ÚV KSSS bylo nahrazeno rozšířeným prezidiem ÚV, které mělo celkem 25 členů a 12 kandidátů. Ze starého politbyra nebyl zvolen pouze nemocný A. A. Andrejev a Alexej Nikolajevič Kosygin byl vyloučen z nejužšího vedení a posunut mezi kandidáty prezidia.
Členy prezidia ÚV byli zvoleni: V. M. Andrianov (první tajemník leningradské oblasti), A. B. Aristov (tajemník ÚV), L. P. Berija (náměstek předsedy RM SSSR), N. A. Bulganin (první náměstek RM SSSR), K. J. Vorošilov (náměstek RM SSSR), S. D. Ignatěv (ministr státní bezpečnosti), L. M. Kaganovič (náměstek RM SSSR), D. S. Korotčenko (předseda RM Ukrajiny), V. V. Kuzněcov (šéf odborů), O. V. Kuusinen, G. M. Malenkov (tajemník ÚV a náměstek RM SSSR), V. A. Malyšev (náměstek RM SSSR), L. G. Melnikov (první tajemník Ukrajiny), A. I. Mikojan (náměstek RM SSSR), N. A. Michajlov (tajemník ÚV pro otázky ideologie), V. M. Molotov (nám. RM SSSR), M. G. Pervuchin (nám. RM SSSR), P. K. Ponomarenko (nám. RM SSSR, tajemník ÚV), M. Z. Saburov (nám. RM SSSR), J. V. Stalin (taj. ÚV, předseda RM SSSR), M. A. Suslov (taj. ÚV), N. S. Chruščov (taj. ÚV, první tajemník v Moskvě), D. I. Česnokov, N. M. Švernik (předseda prezidia NS SSSR), M. F. Škirjatov (předseda Komise stranické kontroly);
Kandidáty prezidia ÚV byli zvoleni: Brežněv L. I. (tajemník ÚV), Vyšinskij A. J. (ministr zahraničí), Zverev A. G., Ignatov N. G., Kabanov I. G., Kosygin A. N., Patoličev N. S., Pegov N. M., Puzanov A. M., Tevosjan I. F. a Judin P. F.;
Byro prezidia ÚV: Stalin, Malenkov, Berija, Bulganin, Chruščov, Vorošilov, Kaganovič, Pervuchin a Saburov.
Sekretariát ÚV: Stalin, Malenkov, Chruščov, Ponomarenko, Suslov, Aristov, Michajlov, Pegov, Brežněv a Ignatov.